# Nack
Nack es un municipio situado en el distrito de Alzey-Worms, en el estado federado de Renania Palatinado (Alemania). Su población estimada a finales de 2016 era de 614 habitantes.
Se encuentra ubicado al este del estado, a poca distancia al norte de la ciudad de Worms, al sur de Maguncia —la capital del estado— y al oeste del río Rin, que lo separa del estado de Hesse.